# Meccano Ltd
A Meccano Ltd, foi uma fábrica britânica de brinquedos e ferromodelismo, fundada em 1908 por Frank Hornby na Inglaterra para fabricar e distribuir o Meccano e outros brinquedos do gênero.

## Histórico

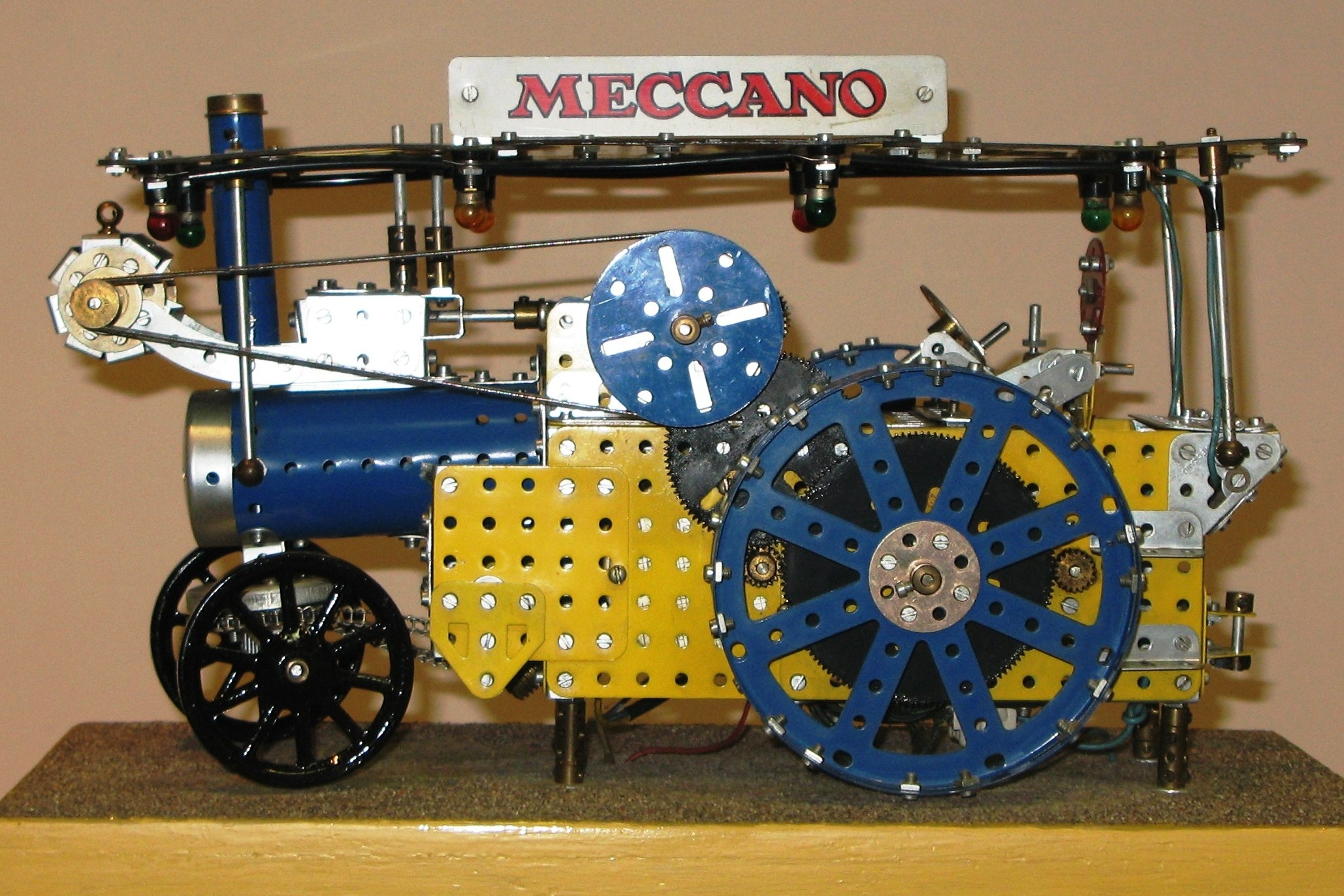
Um dos kits fabricados pela Meccano Ltd.

Em 1901, Frank Hornby, um escriturário de Liverpool, Inglaterra, inventou um novo brinquedo de construção ao qual chamou de "Mechanics Made Easy" (algo como "Mecânica Fácil"), que logo ficou conhecido como Meccano.
Para fabricar e distribuir o "Meccano", Frank precisava levantar capital para investir na fábrica, e isso resultou na criação da Meccano Ltd. em 1908, tendo Frank Hornby como único proprietário. Uma fábrica foi adquirida na West Derby Road em Liverpool e a companhia começou a produzir kits do Meccano para venda no Reino Unido.
Durante as décadas de 1920 e 1930 a Meccano Ltd tornou-se a maior fabricante de brinquedos do Reino Unido e produziu três das mais populares linhas de brinquedos do século XX: a Meccano, a Hornby Trains e a Dinky Toys.
Problemas financeiros atingiram a companhia no início da década de 1960, e a Meccano Ltd foi comprada pela Lines Bros Ltd em 1964.